# Уотсон-Лейк
Уотсон-Лейк — город в юго-восточной части канадской территории Юкон, расположен в 14 км от границы с Британской Колумбией. Индейская община Аппер-Лиард является пригородом Уотсон-Лейк.

## История
Город был основан в 1939 году, когда правительство Канады решило построить ряд аэропортов на севере страны. Город был важным обслуживающим центром при строительстве аляскинской трассы во время Второй мировой войны, а после окончания войны стал обслуживающим центром в богатом ресурсами регионе реки Аппер-Лиард.

## Население

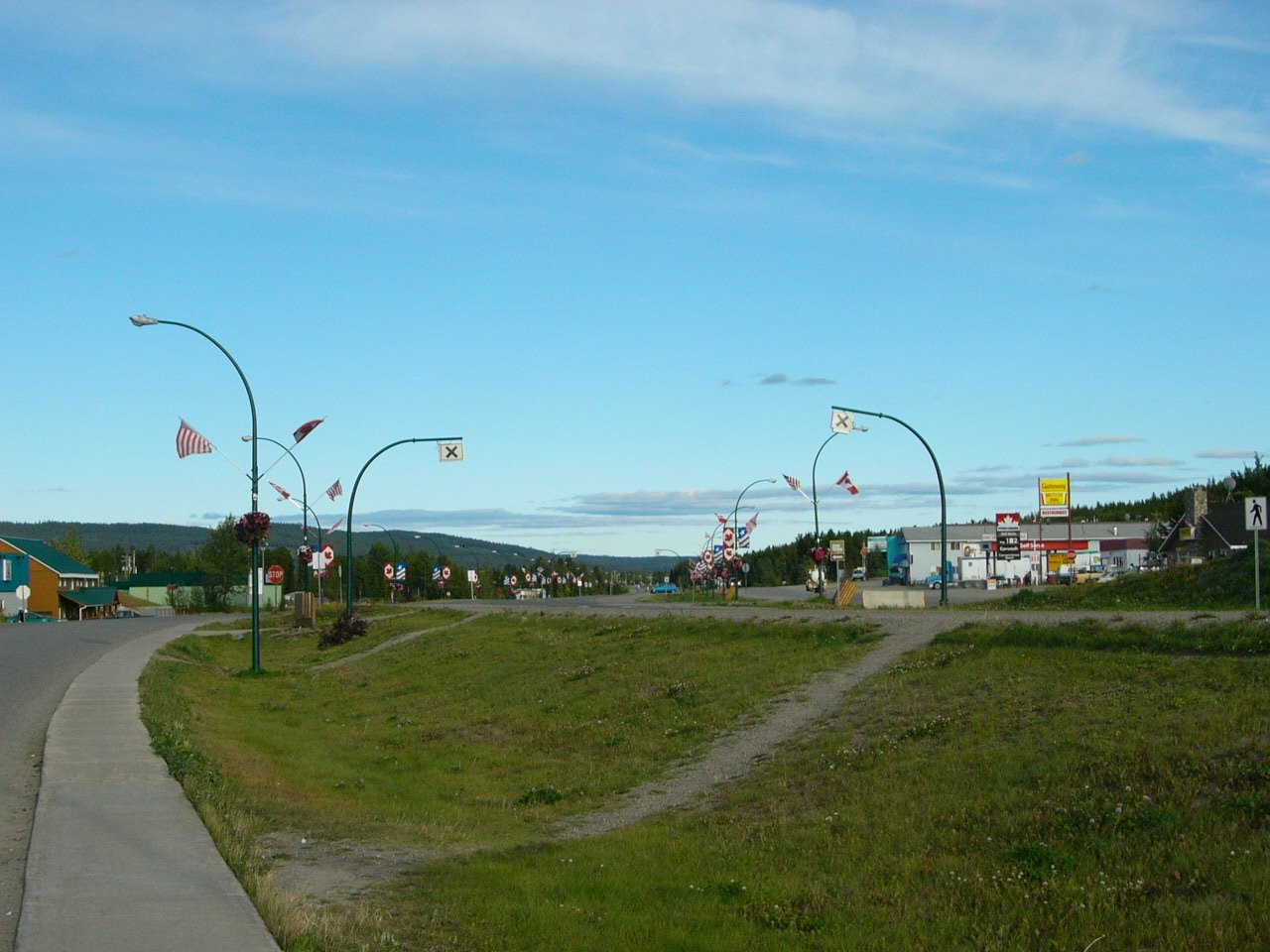
Аляскинская трасса в городе Уотсон-Лейк.

По данным переписи населения 2006 года в городе проживало 846 жителей, что на 7,2 % меньше показателей 2001 года. Средний возраст жителей города 37,9 лет.

## Транспорт
Город стоит на аляскинской трассе и является ключевым транспортным узлом на территории Юкона. От города начинаются трасса Роберта Кэмпбелла и трасса Стьюарт-Кассар.

## Климат
| Watson Lake: средние метеорологические показатели         |       |       |       |      |      |      |      |      |      |      |       |       |        |
| Месяц                                                     | Янв   | Фев   | Мар   | Апр  | Май  | Июн  | Июл  | Авг  | Сен  | Окт  | Ноя   | Дек   | За год |
| Средн. макс. °C                                           | -18.9 | -11.3 | -2    | 6.7  | 13.7 | 19.1 | 21.2 | 19.1 | 12.9 | 3.8  | -10.3 | -17.4 | 3.1    |
| Средн. мин. °C                                            | -29.4 | -24.5 | -17.9 | -6.8 | 1    | 6.3  | 8.9  | 6.8  | 2    | -4.8 | -19.7 | -27.4 | -8.8   |
| Осадки мм                                                 | 26.1  | 20.9  | 14.6  | 13.9 | 39.9 | 52.4 | 59.9 | 44.2 | 41.8 | 36.8 | 25.6  | 28.4  | 404.4  |
| Источник: Министерство окружающей среды Канады 2009-07-12 |       |       |       |      |      |      |      |      |      |      |       |       |        |